# Cryptocoryne aponogetifolia
Cryptocoryne aponogetifolia är en kallaväxtart som beskrevs av Elmer Drew Merrill. Cryptocoryne aponogetifolia ingår i släktet Cryptocoryne och familjen kallaväxter.
Artens utbredningsområde är Filippinerna. Inga underarter finns listade.